# Dãy núi Khangai
Dãy núi Khangai (tiếng Mông Cổ: Хангайн нуруу) nằm ở miền trung Mông Cổ, cách khoảng 400 km về phía tây của thủ đô Ulaanbaatar.
Ngọn núi cao nhất của dãy núi là Otgontenger (nghĩa "bầu trời sớm nhất" ).
Dãy núi là nguồn cung cấp nước cho các sông Orkhon, Selenge, Ider, Zavkhan và các hồ Orog và Böön tsagaan. Ở phía tây, dãy núi Khangai dần chuyển tiếp vào Vùng lõm Hồ Lớn.